# 유프레이즈 케질라하비
유프레이즈 케질라하비(Euphrase Kezilahabi, 1944년 4월 13일 ~ 2020년 1월 9일)는 탄자니아의 소설가, 시인, 학자이다. 사이드 아흐메드 모하메드(Said Ahmed Mohamed), 아담 샤피(Adam Shafi), 윌리엄 음쿠퍄(William E. Mkufya)와 더불어 대중적으로 가장 널리 알려진 스와힐리어 작가 중 한 명이다. 1944년 탄자니아의 호도(湖島), 우케레웨섬 나마곤도(Namagondo)에서 출생했다. 다르에스살람대학 졸업 후 교사로 봉직하다가, 다르에스살람대학교 대학원에서 공부를 마친 후 본 대학 스와힐리어과에서 강의했다. 미국 매디슨 소재 위스콘신대학교에서 박사 학위를 받고 보츠와나대학교의 아프리카언어학과에서 문학을 강의했다.
케레웨인들의 종족어인 케레웨어(Kikerewe)를 모어(母語)로 사용했지만, 창작은 주로 스와힐리어로 했다. 주요 작품으로는 ≪로사 미스티카(Rosa Mistika)≫(1971, 1988), ≪멍청이(Kichwamaji)≫(1974), ≪세상은 난장판(Dunia Uwanja wa Fujo)≫(1975, 2007), ≪뱀의 비늘(Gamba la Nyoka)≫(1979), ≪나고나(Nagona)≫(1990), ≪안으로 들어오세요(Karibu Ndani)≫(1988), ≪혼돈(Mzingile)≫(1991) 등이 있다. 주로 소설 장르에서 창작 활동을 했지만 시인으로서도 주목받는 작품들을 남겼다. 그의 시집 ≪길을 잃은 진실들(Stray Truths)≫(2015)은 영어로도 번역되어 출간되었다.
은퇴 이후 모국인 탄자니아로 돌아가 살다가 2020년 다르에스살람에서 사망했다.